# Pays de la Déodatie
Le Pays de la Déodatie est un pôle d'équilibre territorial et rural (PETR) constitué par accord entre plusieurs établissements publics de coopération intercommunale (EPCI), au sein d’un périmètre d’un même tenant, pour coordonner un projet commun entre des villes petites, moyennes et des territoires ruraux.
Sa mission est de fédérer les communes et EPCI membres pour mettre en œuvre un projet de territoire, dont l'orientation principale concerne l'adaptation au changement climatique. 

## Situation géographique
Le Pays de la Déodatie est situé dans la région Grand Est, dans le département des Vosges.
Son siège se trouve à Saint-Dié-des-Vosges.
Territoire de moyenne montagne, son périmètre s’étend sur le versant ouest du massif des Vosges dans un ensemble de monts et de vallées. Il comprend environ 140 000 hectares dont 70% de forêts, 19% de surfaces agricoles et 10% de terres artificialisées (en 2022). Situé dans le prolongement de l’axe Metz-Nancy par la RN59, le Pays se trouve en situation de « porte d’entrée » sur le massif vosgien et sur l’Alsace.
Un tiers de son territoire est inclus dans le périmètre du parc naturel régional des Ballons des Vosges.

## Missions du Pays
La mission principale du Pays de la Déodatie est de fédérer les communes membres et leurs groupements pour mettre en œuvre un projet de territoire, en cohérence avec les besoins des EPCI membres et leurs habitants. 
Ainsi, le PETR du Pays de la Déodatie s’adapte au changement climatique, accompagne les territoires dans l’anticipation des transitions à venir, permet la mutualisation des moyens et la mise en relation des acteurs pour le développement de dynamiques communes.
Il se compose de 3 pôles principaux, comprenant plusieurs domaines de compétences et d’interventions :
- Pôle Développement : accompagne, impulse et sensibilise à la transition écologique et l’adaptation au changement climatique, à travers la mise en œuvre d’actions telles que le Contrat de Transition Écologique, la trame verte et bleue, le projet alimentaire territorial, l’itinérance pédestre, le conseil en énergie sur les bâtiments publics, la mobilité, la biodiversité, etc.
- Maison de l’Habitat et de l’Énergie : conseille, oriente et accompagne les particuliers dans leurs projets de rénovation énergétique, avec pour objectifs de faire des travaux d’économies d’énergies et d’amélioration de l’habitat (aides financières, montage et suivi de dossiers d’aides, conseils techniques, etc.)
- Pôle LEADER (Liaison Entre Action de Développement de l’Économie Rurale) : mobilise, accompagne et instruit des dossiers de financements Européen pour soutenir des actions innovantes s'inscrivant dans une stratégie locale cadrée par le programme européen de développement rural.

## Composition
Le Pays de la Déodatie est constitué de 3 EPCI membres regroupant 119 communes :
- Communauté d'agglomération de Saint-Dié-des-Vosges (77 communes)
- Communauté de communes Bruyères - Vallons des Vosges (34 communes)
- Communauté de communes Gérardmer Hautes Vosges (8 communes)

La quasi-totalité des 119 communes du territoire sont situées dans le Département des Vosges, à l'exception de 3 communes à l'extrémité Nord, situées en Meurthe-et-Moselle.

## Communes membres
- Allarmont
- Anould
- Arrentès-de-Corcieux
- Ban-de-Laveline
- Ban-de-Sapt
- Ban-sur-Meurthe-Clefcy
- Barbey-Seroux
- Beauménil
- Belmont-sur-Buttant
- Belval
- Bertrimoutier
- Biffontaine
- Bionville
- Bois-de-Champ
- Brouvelieures
- Bruyères
- Celles-sur-Plaine
- Champdray
- Charmois-devant-Bruyères
- Châtas
- Cheniménil
- Coinches
- Combrimont
- Corcieux
- Denipaire
- Destord
- Deycimont
- Docelles
- Domfaing
- Entre-deux-Eaux
- Étival-Clairefontaine
- Faucompierre
- Fays
- Fiménil
- Fontenay-le-Comte
- Fraize
- Frapelle
- Fremifontaine
- Gemaingoutte
- Gérardmer
- Gerbépal
- Girecourt-sur-Durbion
- Grandrupt
- Granges-Aumontzey
- Grandvillers
- Gugnécourt
- Herpelmont
- Hurbache
- Jussarupt
- La Bourgonce
- La Chapelle-devant-Bruyères
- La Croix-aux-Mines
- La Grande-Fosse
- La Houssière
- La Neuveville-devant-Lépanges
- La Petite-Fosse
- La Petite-Raon
- La Salle
- La Voivre
- Le Beulay
- Le Mont
- Le Puid
- Le Roulier
- Le Saulcy
- Le Tholy
- Le Valtin
- Le Vermont
- Les Poulières
- Les Rouges-Eaux
- Laval-sur-Vologne
- Laveline-devant-Bruyères
- Laveline-du-Houx
- Lépanges-sur-Vologne
- Lesseux
- Liézey
- Lubine
- Lusse
- Luvigny
- Mandray
- Méménil
- Ménil-de-Senones
- Mortagne
- Moussey
- Moyenmoutier
- Nayemont-les-Fosses
- Neuvillers-sur-Fave
- Nompatelize
- Nonzeville
- Pair-et-Grandrupt
- Pierre-Percée
- Pierrepont-sur-l'Arentèle
- Plainfaing
- Prey
- Provenchères-et-Colroy
- Raon-l'Étape
- Raon-lès-Leau
- Raon-sur-Plaine
- Raves
- Rehaupal
- Remomeix
- Saint-Dié-des-Vosges
- Saint-Jean-d'Ormont
- Saint-Léonard
- Saint-Michel-sur-Meurthe
- Saint-Remy
- Saint-Stail
- Sainte-Marguerite
- Saulcy-sur-Meurthe
- Senones
- Taintrux
- Vervezelle
- Vexaincourt
- Vienville
- Vieux-Moulin
- Viménil
- Wisembach
- Xamontarupt
- Xonrupt-Longemer